# Henry Hathaway
Henry Hathaway (nacido como Marquis Henri Leonard de Fiennes; Sacramento,  13 de marzo de 1898-Hollywood, 11 de febrero de 1985) fue un director y productor de cine Estadounidense. Especialmente conocido como director de películas del género western, también sobresalió en géneros como el de aventuras y el cine negro.

## Trayectoria
Su nombre completo era Marquis Henri Leonard de Fiennes Hathaway. Su madre era la actriz Jean Hathaway  y su padre, Rhody Hathaway, también actor y representante teatral. Al crecer dentro del mundo de la interpretación, empezó interviniendo en el teatro en pequeños papeles infantiles, y también trabajó como extra o figurante en películas del oeste. Durante la Primera Guerra Mundial sirvió en el ejército estadounidense. Llegó a actuar como actor secundario en un corto de 1917 titulado The Storm Woman, de Ruth Ann Baldwin.  
En 1923 empezó a trabajar como asistente de dirección de Victor Fleming (To the Last Man, 1923; Flor de capricho), William K. Howard (La horda maldita, 1925; Las novias de un soltero, 1926) y enseguida con Josef von Sternberg, que fue su maestro: La ley del hampa, 1927; La última orden, 1928, Marruecos, 1930; y El expreso de Shanghai, 1932.
En 1932, La Paramount le contrató como director para ocho westerns de bajo presupuesto (Serie B), basados en novelas de Zane Grey, todos ellos protagonizados por Randolph Scott, destacando El legado de la estepa (1932), El hombre del bosque (1933), La horda maldita (1933) y El último rodeo (1934).
Trabajó a continuación con Gary Cooper: Ahora y siempre (1934), y Tres lanceros bengalíes (1935), en películas generalmente de aventuras, aunque también hizo relatos románticos con él: Sueño de amor eterno (Peter Ibbetson, 1935), película que difundieron los surrealistas, por su poética (basado en la novela de George de Maurier), y Almas en el mar (1937).
La eficacia del trabajo de Hathaway benefició a su carrera y confirmó la aportación de los actores que intervinieron en sus películas. Fue un director al que le resultó imposible moverse solo en un género. Demostró, a partir de los años cuarenta, que era capaz de asumir los compromisos más dispares y hacer de ellos obras en las que la eficacia del espectáculo estuviera garantizado.
Hizo trece westerns más, como The Shepherd of the Hills (1941), con John Wayne (Alaska, Los cuatro hijos de Katie Elder, Valor de ley), pero también con Gary Cooper (El jardín del diablo), Gregory Peck (Círculo de fuego), Tyrone Power (El correo del infierno) o Henry Fonda (La conquista del oeste). Realizó bastantes películas de (cine negro y misterio: Johnny Apollo (1940), La casa de la calle 92 (1945), 13, rue Madeleine (1946), así como Envuelto en la sombra (1946), El beso de la muerte (1947) y Yo creo en ti (1948), con valiosos actores masculinos. 
Resulta curiosa la recuperada El correo del infierno (1951), con mucho movimiento internacional: porque el Estado norteamericano encarga al protagonista una misión en Salzburgo, y subirse a un tren para lograr un documento sobre los planes invasivos de Stalin. Tras un asesinato del contacto tiene que irse a Trieste, donde prosigue la acción. 
Pero también destacó con Marilyn Monroe, en las aventuras obsesivas de Niágara (1953). También hizo incursiones en el drama, con Woman Obsessed (1959), y en la comedia romántica. 
Trabajó con los principales actores de la época dorada de Hollywood: Gary Cooper, James Stewart, Gregory Peck, Tyrone Power, John Wayne, Dean Martin, Robert Mitchum, Susan Hayward, Dorothy Lamour, David Niven, Mae West, Marilyn Monroe, entre otros.

## Valoraciones
Es un director, en general, poco recordado por la crítica, tampoco en la Francia de los cincuenta; pero es uno de los grandes directores norteamericanos, por su obra de amplio espectro, medida y muy hábil. Hizo un cine «vitalista, poco estridente, de una gran nitidez visual».
Eso sí, los miembros de la Academia no le concedieron ningún galardón, aunque fue candidato a varios. A pesar de todo, el mundo del cine está en deuda con él, porque fue uno de los primeros en atreverse a sacar la cámara del estudio y rodar en exteriores.
Sus películas tuvieron más suerte y obtuvieron el reconocimiento que se le negaba al director. Hoy medio centenar de sus filmes circulan en DVD. 
De las poco más de setenta películas que dirigió, solo produjo seis. Se sentía mucho más cómodo al mando que como burócrata y hombre de negocios. Su prestigio hizo que no necesitara autofinanciarse, siempre le llegaban ofertas, por lo que se sentía más cómodo cuando otros ponían el dinero y el podía despreocuparse del aspecto monetario de la cinta.
La última fue Chantaje criminal (Hangup, 1974). Resulta significativo que, a pesar de las numerosas ofertas, nunca se acercara al mundo televisivo.
Murió a consecuencia de un paro cardíaco.

## Filmografía
Resumen de sus películas:
- El legado de la estepa (Heritage of the Desert, 1932), con Randolph Scott, Sally Blane.
- La pradera salvaje (Wild Horse Mesa 1932), con Randolph Scott, Sally Blane.
- La horda maldita (The Thundering Herd, 1933), con Randolph Scott, Judith Allen
- El paso del ocaso (Sunset Pass, 1933), con Randolph Scott
- To the Last Man (1933), basada en la novela Tonto Basin, de Zane Grey, con Randolph Scott
- Ahora y siempre (Now and Forever, 1934), con Gary Cooper
- Tres lanceros bengalíes (The Lives of a Bengal Lancer, 1935)
- Peter Ibbetson, 1935, trad. como Sueño de amor eterno. con Gary Cooper
- The Trail of the Lonesome Pine (1936)
- Go West, Young Man (1936)
- Almas en el mar (Souls at sea) (1937)
- The Real Glory (1939)
- Johnny Apollo (1940)
- Sundown (1941)
- The Shepherd of the Hills (1941), primera con John Wayne
- China Girl (1942)
- Diez héroes de West Point (1942)
- The House on 92nd Street (1945)
- 13, rue Madeleine (1946)
- Envuelto en la sombra (The Dark Corner, 1946)
- El beso de la muerte (1947)
- Yo creo en ti (Call Northside 777) (1948)
- Down to the Sea in Ships (1949)
- The Black Rose (1950)
- El correo del infierno (Rawhide, 1951), con Tyrone Power, Jessica Tandy
- Rommel, el zorro del desierto (The Desert Fox: The Story of Rommel, 1951), con James Mason.
- Catorce horas (1951)
- Niágara (Niagara, 1953), con Marilyn Monroe, Jean Peters, Joseph Cotten
- El príncipe Valiente (Prince Valiant, 1954)
- El jardín del Diablo (Garden of Evil, 1954), con Gary Cooper, Susan Hayward, Richard Widmark
- A 23 pasos de Baker Street (23 Paces to Baker Street, 1956), con Van Johnson, Vera Miles, Cecil Parker.
- The Bottom of the Bottle (1956)
- Arenas de muerte (Legend of the Lost, 1957), John Wayne, Sophia Loren.
- Mujer obsesionada (Woman Obsessed, 1959)
- Siete ladrones (Seven Thieves, 1960)
- Alaska, tierra de oro (1960)
- La conquista del Oeste (1962)
- El fabuloso mundo del circo (Circus World, 1964)
- Los cuatro hijos de Katie Elder (The Sons of Katie Elder, 1965)
- Nevada Smith (1966)
- The Last Safari (1967)
- El póker de la muerte (Five Card Stud, 1968), con Robert Mitchum, Dean Martin.
- Valor de ley (True Grit) (1969)
- Círculo de fuego (Shoot Out, 1971), con Gregory Peck, Patricia Quinn.
- Comando en el desierto (Raid on Rommel, 1971), con Richard Burton.
- Chantaje criminal (Hangup, 1974).

## Premios y distinciones
Premios Óscar
| Año  | Categoría      | Película                | Resultado |
| ---- | -------------- | ----------------------- | --------- |
| 1936 | Mejor director | Tres lanceros bengalíes | Nominado  |